# Batalha de Karuse

A Batalha de Karuse ou Batalha no Gelo foi travada em 16 de fevereiro de 1270 entre o Grão-Ducado da Lituânia e a Ordem da Livônia no congelado Mar Báltico entre a ilha de Muhu e o continente. Os lituanos conseguiram uma vitória decisiva. A batalha, batizada em homenagem à vila de Karuse, foi a quinta maior derrota das Ordens Livônias ou Teutônicas no século 13.  Quase tudo o que se sabe sobre a batalha vem da Livonian Rhymed Chronicle, que dedicou 192 linhas à batalha.

## Antecedentes
Os Irmãos Livônios da Espada, uma ordem militar cruzada estabelecida em 1202, se propuseram a conquistar e converter ao cristianismo os povos indígenas da atual Letônia e Estônia. Eles subjugaram os semigálios em 1250. No entanto, após as derrotas da Livônia na Batalha de Skuodas de 1259 e na Batalha de Durbe em 1260, os semigálios se rebelaram. Traidenis, que se tornou grão-duque da Lituânia em 1269 ou 1270, apoiou a rebelião.
No inverno de 1270, a Ordem da Livônia invadiu a Semigalia. No entanto, depois de saber que um grande exército lituano também havia invadido a região, o mestre Otto von Lutterberg decidiu recuar para Riga.  Os lituanos marcharam para o norte, chegando até a ilha de Saaremaa, que eles foram capazes de alcançar porque o Mar Báltico estava congelado.  O exército lituano saqueou a área, levando muitos saques de guerra. Não está claro se os semigálios se juntaram aos lituanos e participaram dessa campanha – fontes contemporâneas não os mencionam, mas fontes posteriores como Jüngere Hochmeisterchronik e Dionysius Fabricius sempre mencionam sua participação.
Mestre Lutterberg reuniu um grande exército de cavaleiros da Livônia, soldados do Bispado de Dorpat, do Bispado de Ösel-Wiek, Estônia dinamarquesa, bem como tribos locais de Livs e Latgalians.  A Ordem estava bem preparada para a batalha: durante um ano estava recrutando soldados para uma expedição em Semigalia.  O exército da Livônia marchou para o norte para encontrar os lituanos perto da ilha de Saaremaa. Os exércitos se encontraram no congelado Som da Lua (provavelmente perto de Virtsu) no dia da festa de Juliana de Nicomédia.

## Batalha
O exército da Livônia se posicionou para a batalha: tropas da Estônia dinamarquesa, comandadas pelo vice-rei do rei dinamarquês Siverith, formaram o flanco direito; Cavaleiros da Livônia, comandados pelo Mestre Luttenberg, formaram o centro; soldados dos bispados formavam o flanco esquerdo.  Os lituanos organizaram seus trenós como uma barricada. Uma unidade de vanguarda provavelmente cobriu a construção da barricada improvisada para que os cavaleiros não pudessem vê-la. Quando os cavaleiros atacaram, os lituanos recuaram atrás de seus trenós e a cavalaria da Livônia correu para a barricada.  Como os cavalos ficaram presos entre os trenós, os cavalos e seus cavaleiros foram atingidos por lanças lituanas. Um pequeno número de cavaleiros da Livônia conseguiu romper a barricada e os flancos esquerdo e direito se juntaram aos combates, mas isso não foi suficiente para superar a forte formação lituana.  Os lituanos conseguiram uma vitória decisiva: 52 cavaleiros, incluindo o Mestre Lutterberg, e cerca de 600 soldados de baixa patente foram mortos, enquanto o bispo Hermann de Ösel-Wiek foi gravemente ferido e mal conseguiu escapar. De acordo com a Livonian Rhymed Chronicle, 1600 lituanos foram mortos, mas essa informação é muito duvidosa e provavelmente inflada pelo viés pró-livoniano.

## Consequências
O Vice-Mestre Andreas von Westfalen, que atuou como Mestre antes que eleições adequadas pudessem ser realizadas, decidiu restaurar o moral perdido dos cavaleiros, obtendo uma vitória rápida. Em meados de 1270, ele soube de outro ataque lituano na Livônia e apressou seus soldados para procurar o inimigo. Enquanto os cavaleiros descansavam, os lituanos atacaram seu acampamento e mataram Andreas e mais vinte cavaleiros.  Esta é às vezes conhecida como a Batalha de Pārdaugava perto de Riga, e foi a décima maior derrota dos Cavaleiros Teutônicos por direito próprio.  Traidenis obteve outra vitória em 1279 durante a Batalha de Aizkraukle.